# Esquiva Falcão
Esquiva Falcão Florentino (nacido el 12 de diciembre de 1989, Vitória, Espírito Santo) es un boxeador profesional y exboxeador amateur de Brasil. Su hermano es Yamaguchi Falcão, es zurdo y pelea en peso súper mediano.
Se hizo famoso al ganar la medalla de plata en el Campeonato Mundial de peso medio de Boxeo Amateur de 2011, perdiendo ante Ryota Murata. Así clasificó para los Juegos Olímpicos de 2012.
En los Juegos Olímpicos de 2012 derrotó a Soltan Migitinov, Zoltán Harcsa y al héroe local Anthony Ogogo, llegando a la primera final olímpica para un boxeador brasileño.

## Récord profesional
| 29 Ganadas (20 KOs), 0 Derrotas y 0 Empates |        |                                 |      |              |                          |                                                    |       |
| Res.                                        | Record | Oponente                        | Tipo | Rd., Tiempo  | Datos                    | Localidad                                          | Notas |
| G                                           | 29–0   | Patrice Volny                   | TD   | 6 (12) 2:18  | 20 de noviembre de 2021  | Michelob Ultra Arena, Paradise, Nevada             |       |
| G                                           | 28–0   | Artur Akavov                    | RTD  | 4 (10), 3:00 | 20 de febrero de 2021    | MGM Grand, Las Vegas, Nevada                       |       |
| G                                           | 27–0   | Morrama Dheisw de Araujo Santos | TKO  | 1 (10), 2:12 | 29 de agosto de 2020     | Arena de Lutas, São Paulo, Brasil                  |       |
| G                                           | 26–0   | Jorge Daniel Miranda            | RTD  | 5 (10), 3:00 | 29 de febrero de 2020    | Arena de Lutas, São Paulo, Brasil                  |       |
| G                                           | 25–0   | Manny Woods                     | KO   | 3 (10), 2:16 | 9 de noviembre de 2019   | Chukchansi Park, Fresno, California                |       |
| G                                           | 24–0   | Jesus Antonio Gutiérrez         | TKO  | 8 (10), 1:35 | 19 de julio de 2019      | MGM National Harbor, Oxon Hill, Maryland           |       |
| G                                           | 23–0   | Jorge Daniel Miranda            | UD   | 10           | 31 de marzo de 2019      | Portobello Resort & Safari, Mangaratiba, Brasil    |       |
| G                                           | 22–0   | Guido Nicolas Pitto             | UD   | 10           | 20 de octubre de 2018    | Park MGM, Paradise, Nevada                         |       |
| G                                           | 21–0   | Jonathan Tavira                 | KO   | 1 (10), 1:38 | 28 de julio de 2018      | Kissimmee Civic Center, Kissimmee, Florida         |       |
| G                                           | 20–0   | Salim Larbi                     | KO   | 1 (10), 2:06 | 10 de marzo de 2018      | StubHub Center , Carson , California               |       |
| G                                           | 19–0   | José Miguel Fandino             | TKO  | 7 (8), 2:43  | 3 de noviembre de 2017   | Osceola Heritage Center, Kissimmee, Florida        |       |
| G                                           | 18–0   | Norberto González               | UD   | 8            | 5 de agosto de 2017      | Microsoft Theater, Los Ángeles, California         |       |
| G                                           | 17–0   | Jaime Barboza                   | UD   | 8            | 17 de febrero de 2017    | Don Haskins Convention Center, El Paso, Texas      |       |
| G                                           | 16–0   | Luis Hernández                  | UD   | 8            | 2 de diciembre de 2016   | Save Mart Center, Fresno, California               |       |
| G                                           | 15–0   | Josué Obando                    | RTD  | 6 (8), 3:00  | 28 de octubre de 2016    | Laredo Energy Arena, Laredo, Texas                 |       |
| G                                           | 14–0   | Paul Valenzuela Jr.             | TKO  | 4 (8), 1:31  | 14 de mayo de 2016       | Sportsmen's Lodge, Los Ángeles, California         |       |
| G                                           | 13–0   | Joe McCreedy                    | TKO  | 5 (8), 1:48  | 19 de marzo de 2016      | Arena Theatre, Houston, Texas                      |       |
| G                                           | 12–0   | Hector Muñoz                    | TKO  | 4 (8), 2:26  | 12 de diciembre de 2015  | Tucson Convention Center, Tucson, Arizona          |       |
| G                                           | 11–0   | Zoltan Papp                     | KO   | 2 (8), 1:50  | 26 de septiembre de 2015 | Tachi Palace Hotel & Casino, Lemoore, California   |       |
| G                                           | 10–0   | Aaron Drake                     | TKO  | 4 (8), 0:45  | 26 de junio de 2015      | State Farm Arena, Hidalgo, Texas                   |       |
| G                                           | 9–0    | Paul Harness                    | RTD  | 3 (8), 3:00  | 8 de mayo de 2015        | Prudential Center, Newark, New Jersey              |       |
| G                                           | 8–0    | Omar Rojas                      | UD   | 6            | 11 de abril de 2015      | Laredo Energy Arena, Laredo, Texas                 |       |
| G                                           | 7–0    | Mike Tufariello                 | TKO  | 2 (6), 2:22  | 28 de febrero de 2015    | USF Sun Dome, Tampa, Florida                       |       |
| G                                           | 6–0    | Lanny Dardar                    | TKO  | 5 (6), 1:31  | 6 de diciembre de 2014   | Civic Auditorium, Glendale, California             |       |
| G                                           | 5–0    | Austin Marcum                   | TKO  | 2 (6), 1:24  | 4 de octubre de 2014     | Bahia Shrine Temple, Orlando, Florida              |       |
| G                                           | 4–0    | Malcolm Terry Jr.               | KO   | 2 (6), 0:43  | 9 de agosto de 2014      | Civic Auditorium, Glendale, California             |       |
| G                                           | 3–0    | Eun-Chang Lee                   | UD   | 6            | 31 de mayo de 2014       | CotaiArena, Macau, SAR                             |       |
| G                                           | 2–0    | Publio Pena                     | UD   | 6            | 12 de abril de 2014      | MGM Grand, Las Vegas, Nevada                       |       |
| G                                           | 1–0    | Joshua Robertson                | TKO  | 4 (6), 2:36  | 15 de febrero de 2014    | C. Robert Lee Center, Hawaiian Gardens, California |       |